# Jennifer Lawrence
Jennifer Shrader Lawrence (født 15. august 1990) er en amerikansk skuespillerinde. Lawrence er kendt for sin rolle i Winter's Bone fra 2010, der gav hende en Oscar-nominering i 2011, for sin rolle som Katniss Everdeen i trilogien The Hunger Games samt for sin rolle i Silver Linings Playbook, for hvilken hun vandt en Oscar for bedste kvindelige hovedrolle i 2013.

## Tidlige liv
Lawrence er født og opvokset i Louisville, Kentucky. Hun er datter af Karen og Gary Lawrence, og har to storebrødre, Ben og Blaine. Hun færdiggjorde High School to år tidligere end sine klassekammerater med et gennemsnit på 3,9 for at kunne begynde en karriere som skuespiller.
Ud over en enkelt drama-lektion hos Flo Greenberg har hun aldrig modtaget undervisning i skuespil. Hun er selvlært og bruger ikke den naturalistiske skuespilteknik, bedre kendt som method acting. Hun bruger sine følelsesmæssige instinkter og fantasi.

## Karriere
Hun begyndte at spille skuespil i lokale teaterforestillinger og besluttede i en alder af 14 år at forfølge sin drøm om at blive professionel skuespiller. Hun overtalte sine forældre til at tage til New York City for at finde en agent, hvilket lykkedes. Hun blev opdaget af en fotograf på Union Square og underskrev kort efter sin første kontrakt med et talentbureau. Hun tilbragte sommeren i New York, hvor hun gik til auditions og bl.a. fik en reklame-rolle i MTV's "My Super Sweet 16".
Hendes familie besluttede sig derefter for at flytte til Los Angeles for at fremme hendes karriere. Hun fik roller på TV-serier som The Bill Engvall Show, Cold Case og Medium og i Indie-film som The Poker House, The Burning Plain og Winter's Bone. En Oscar-nominering for sidstnævnte film blev hendes store gennembrud i branchen (2011).
Lawrence har efterfølgende været med i Blockbuster-film som X-Men: First Class, The Hunger Games og Silver Linings Playbook. Hun modtog endnu en Oscar-nominering for sidstnævnte (2013). Hun var også nomineret til en Oscar for sin rolle i filmen American Hustle fra 2013.
I 2014 havde filmen Serena premiere på London filmfestival, hvori Lawrence spiller hovedrollen. Filmen er instrueret af den danske instruktør, Susanne Bier.

## Filmografi

### Film
| År   | Titel                                | Rolle                      | Noter             |
| ---- | ------------------------------------ | -------------------------- | ----------------- |
| 2008 | Garden Party                         | Tiff                       |                   |
| 2008 | The Poker House                      | Agnes                      |                   |
| 2009 | The Burning Plain                    | Mariana                    |                   |
| 2010 | Winter's Bone                        | Ree Dolly                  |                   |
| 2011 | Like Crazy                           | Sam                        |                   |
| 2011 | The Beaver                           | Norah                      |                   |
| 2011 | X-Men: First Class                   | Raven Darkholme / Mystique |                   |
| 2012 | The Hunger Games                     | Katniss Everdeen           |                   |
| 2012 | House at the End of the Street       | Elissa Cassidy             |                   |
| 2012 | Silver Linings Playbook              | Tiffany Maxwell            |                   |
| 2013 | The Devil You Know                   | Young Zoe Hughes           | Indspillet i 2007 |
| 2013 | The Hunger Games: Catching Fire      | Katniss Everdeen           |                   |
| 2013 | American Hustle                      | Rosalyn Rosenfeld          |                   |
| 2014 | Serena                               | Serena Pemberton           |                   |
| 2014 | X-Men: Days of Future Past           | Raven Darkholme / Mystique |                   |
| 2014 | Dumb and Dumber To                   | Young Fraida Felcher       | Cameo             |
| 2014 | The Hunger Games: Mockingjay - Del 1 | Katniss Everdeen           |                   |
| 2015 | The Hunger Games: Mockingjay - Del 2 | Katniss Everdeen           |                   |
| 2015 | Joy                                  | Joy Mangano                |                   |
| 2016 | X-Men: Apocalypse                    | Raven Darkholme / Mystique |                   |
| 2016 | Passengers                           | Aurora Lane                |                   |
| 2018 | Red Sparrow                          | Dominika Egorova           |                   |
| 2019 | X-Men: Dark Phoenix                  | Raven Darkholme / Mystique |                   |
| 2023 | No Hard Feelings (en)                | Maddie Barker              |                   |